# Илли, Нора
Нора Илли (нем. Nora Illi; 3 апреля 1984, Устер, Цюрих — 23 марта 2020, Бремгартен-Берн, Берн) — швейцарка, принявшая ислам и ставшая исламской проповедницей. Она была председателем Центрального исламского совета Швейцарии (ЦИСШ). Приняла участие в нескольких телевизионных ток-шоу и вызвала бурные дискуссии со своими интеллектуальными и политическими взглядами.

## Биография
Илли родилась в Устере, кантона Цюрих. Её отец был известным швейцарским психотерапевтом немецкого происхождения, а мать — социальным работником. Родители были в разводе. Илли была католичкой и была крещена по собственной просьбе. Будучи подростком, она отстаивала индивидуальную свободу и выступала против истеблишмента.
В возрасте 18 лет Илли поехала в Дубай, и после того, как она услышала исламский призыв к молитве (азан), по возвращении в Швейцарию она приняла ислам. Две недели спустя её муж, Каасим Илли (тогда он был её бойфрендом), также принял ислам. Супруги были активными членами ЦИСШ. К двадцати годам Нора Илли публично носила никаб.
Она продолжала свое образование в своем родном городе, пока не получила степень доктора философии (Ph.D.) в богословии из Университета Цюриха. Илли возглавляла Департамент по делам женщин ИЦСШ. После обращения в ислам она стала исламским проповедником.
В телевизионном интервью в ток-шоу Анны Уилл в ноябре 2016 года Илли сказала: «Раньше у меня были предрассудки относительно мусульман; я также думала, что все женщины-мусульманки угнетены. Однако я обнаружила, что ислам относится к женщинам как к жемчужинам». Она добавила, что пришла к выводу, что есть некоторые неправильные проблемы и убеждения, которые происходят из разных культур, на самом деле были приписаны исламу, но не имеют к нему никакого отношения в действительности. Илли подтвердила, что из-за ислама она стала самоутверждаться как женщина, добавив, что, будучи мусульманкой, она никогда не испытывала обращения как с товаром. Она подчеркнула тот факт, что до того, как она начала носить никаб, мужчины привыкли относиться к ней как к товару, и их привлекало только её тело.
Илли приняла участие в нескольких телевизионных передачах как для немецких, так и для швейцарских СМИ, где она озвучила несколько интеллектуальных и политических взглядов.
В ноябре 2016 года появление Илли на популярном телешоу Анны Уилл вызвало много споров и волнений по поводу того, должны ли радикальные мнения быть представлены в телешоу. Некоторые цитаты Илли были показаны во время интервью и были интерпретированы как пропаганда радикальных взглядов террористической организации Исламское государства. В результате этой дискуссии против неё было подано несколько исков, но прокуратура Гамбурга приостановила все предварительные расследования в феврале 2017 года.
Появившись на телевидении и на публичных мероприятиях в Швейцарии и за её пределами с надетым никабом, Илли вызвала много шума. Её ежедневно преследовали и оскорбляли из-за её закрытого лица. Илли была сторонницей многоженства. В браке с ученым-компьютерщиком Каасимом Илли у неё родилось шестеро детей.
Нора Илли скончалась 23 марта 2020 года в возрасте 35 лет в одной из больниц Берна после продолжительной болезни (рак молочной железы).